# Ivo Bilošević
Ivo Bilošević (Mostar, 17. lipnja 1883. – Zagreb, 19. travnja 1951.), hrvatski novčarski stručnjak.
Bilošević je bio zamjenikom ravnatelja Prve hrvatske štedionice te voditeljem njezina odjela u Sjedinjenim Američkim Državama. Autorom je više članaka i knjiga o bankarstvu i novčarstvu.

## Djela
- Glavno djelo: Dokumentarni akreditiv, (1923.).